# Camphers Pérez
Camphers Santiago Pérez Bermúdez, noto semplicemente come Camphers Pérez (San Rafael del Sur, 11 maggio 1998), è un calciatore nicaraguense, difensore del Managua e della nazionale nicaraguense.

## Statistiche

### Cronologia presenze e reti in Nazionale
| Cronologia completa delle presenze e delle reti in nazionale ― Nicaragua | Cronologia completa delle presenze e delle reti in nazionale ― Nicaragua | Cronologia completa delle presenze e delle reti in nazionale ― Nicaragua | Cronologia completa delle presenze e delle reti in nazionale ― Nicaragua | Cronologia completa delle presenze e delle reti in nazionale ― Nicaragua | Cronologia completa delle presenze e delle reti in nazionale ― Nicaragua | Cronologia completa delle presenze e delle reti in nazionale ― Nicaragua | Cronologia completa delle presenze e delle reti in nazionale ― Nicaragua |
| Data                                                                     | Città                                                                    | In casa                                                                  | Risultato                                                                | Ospiti                                                                   | Competizione                                                             | Reti                                                                     | Note                                                                     |
| ------------------------------------------------------------------------ | ------------------------------------------------------------------------ | ------------------------------------------------------------------------ | ------------------------------------------------------------------------ | ------------------------------------------------------------------------ | ------------------------------------------------------------------------ | ------------------------------------------------------------------------ | ------------------------------------------------------------------------ |
| 22-3-2018                                                                | Managua                                                                  | Nicaragua                                                                | 3 – 1                                                                    | Cuba                                                                     | Amichevole                                                               | -                                                                        | 90’                                                                      |
| 8-9-2018                                                                 | Kingstown                                                                | Saint Vincent e Grenadine                                                | 0 – 2                                                                    | Nicaragua                                                                | CONCACAF Nations League 2019-2020 - 1º turno                             | -                                                                        |                                                                          |
| 3-3-2019                                                                 | Villa Tunari                                                             | Bolivia                                                                  | 2 – 2                                                                    | Nicaragua                                                                | Amichevole                                                               | -                                                                        | 84’                                                                      |
| 24-3-2019                                                                | Waterford                                                                | Barbados                                                                 | 0 – 1                                                                    | Nicaragua                                                                | CONCACAF Nations League 2019-2020 - 1º turno                             | -                                                                        | 41’                                                                      |
| 26-3-2019                                                                | Managua                                                                  | Nicaragua                                                                | 0 – 1                                                                    | Guatemala                                                                | Amichevole                                                               | -                                                                        | 46’                                                                      |
| 24-6-2019                                                                | Harrison                                                                 | Bermuda                                                                  | 2 – 0                                                                    | Nicaragua                                                                | Gold Cup 2019 - 1º turno                                                 | -                                                                        | 70’                                                                      |
| Totale                                                                   |                                                                          | Presenze                                                                 | 6                                                                        |                                                                          | Reti                                                                     | 0                                                                        |                                                                          |